# Loïc Guillon
Loïc Guillon (Limoges, 11 gennaio 1982) è un ex calciatore francese, di ruolo difensore.

## Caratteristiche tecniche
È un difensore centrale.